# Мартини (Месина)
Мартини је насеље у Италији у округу Месина, региону Сицилија.
Према процени из 2011. у насељу је живело 158 становника. Насеље се налази на надморској висини од 399 м.